# 波泥河街道
波泥河街道，是中华人民共和国吉林省长春市九台区下辖的一个乡镇级行政单位。

## 行政区划
波泥河街道下辖以下地区：
波兴村、王家瓦房村、平安堡村、锦锈村、板石村、东大地村、金家岗子村、清水村、太平庄村、奋发村、马兴村、卞家村、加工河村、董大林子村、连道湾村、三道岭村、下洼子村、大营城子村、建乡村、大顶子村、黄家店村、张家店村、茂林村和庙岭村。